# Château de Mérode
 (février 2019).
Si vous disposez d'ouvrages ou d'articles de référence ou si vous connaissez des sites web de qualité traitant du thème abordé ici, merci de compléter l'article en donnant les références utiles à sa vérifiabilité et en les liant à la section « Notes et références ».
Le Château de Merode, qui date du XIIe siècle, se trouve dans le quartier de Mérode de la commune de Langerwehe en Rhénanie-du-Nord-Westphalie, à l'extrémité nord de la Rureifel (en).
Il est établi que depuis 1174 jusqu'à aujourd'hui il a été la propriété des seigneurs, par la suite comtes et actuellement princes de Merode[réf. nécessaire].

## Histoire
La première mention certaine date de 1170 : « les premières constructions ont été faites sur l’ordre de Werner de Kerpen, ministre de l'empereur Frédéric Barberousse, qui au XIIe siècle avait reçu en fief de son maître le domaine d'Echtz et les terres environnantes ». Il fit construire un siège à l'emplacement du château actuel sur une clairière et lui donna son nom ainsi qu’au domaine. Le nom actuel de Merode est dérivé du moyen haut-allemand van dem Rode, c’est-à-dire « de la clairière », latinisé en « de Rode »[réf. souhaitée].
On ignore à quoi ressemblait la première construction de Werner au XIIe siècle. Il s’agissait certainement d’un petit manoir fortifié. Le nom « Castrum de Rode » (Château de Merode) est mentionné pour la première fois en 1263[réf. nécessaire].
L'aspect actuel du château remonte au début du XVIIIe siècle avec la grande activité de construction du feld-maréchal Jean-Philippe Eugène de Merode-Westerloo dont la pierre tombale se trouve dans la chapelle[réf. nécessaire]. Entre 1834 et 1838, le château a subi d'autres transformations[Lesquelles ?] dans sa structure[réf. nécessaire].
Pendant la Seconde Guerre mondiale le château a été en grande partie détruit[réf. nécessaire]. La tour nord-ouest et certaines parties de l'aile nord n'ont pas été reconstruites.